# Xhosores
Xhosores is een geslacht van kevers uit de familie van de loopkevers (Carabidae). De wetenschappelijke naam van het geslacht is voor het eerst geldig gepubliceerd in 1978 door R.T. & J.R. Bell.

## Soorten
Het geslacht Xhosores is monotypisch en omvat slechts de volgende soort:
- Xhosores figuratus (Germar, 1840)